# ETV7
ETV7‏ (ETS variant 7) هوَ بروتين يُشَفر بواسطة جين ETV7 في الإنسان.